# Saint-Aubin-d'Appenai
Saint-Aubin-d'Appenai is een gemeente in het Franse departement Orne (regio Normandië) en telt 393 inwoners (2005). De plaats maakt deel uit van het arrondissement Alençon.

## Geografie
De oppervlakte van Saint-Aubin-d'Appenai bedraagt 11,1 km², de bevolkingsdichtheid is 35,4 inwoners per km².
De onderstaande kaart toont de ligging van Saint-Aubin-d'Appenai met de belangrijkste infrastructuur en aangrenzende gemeenten.

## Demografie
Onderstaande figuur toont het verloop van het inwonertal (bron: INSEE-tellingen).